# Hornberg (Virngrund)
Der Hornberg ist mit maximal 584,2 m ü. NHN die höchste Erhebung des baden-württembergischen Virngrunds. Er ist ein etwa 2,5 km langer Bergkamm mit drei Kuppen.

## Geographische Lage und Gestalt
Der Berg setzt am Nordrand der kleinen Hochebene um Ellenberg im württembergischen Ostalbkreis an, mit der ihn wegen Talungen in West und Ost nur ein schmaler Steg verbindet, und läuft dann nach Westen und  in zunehmender Krümmung schließlich nach Südwesten. Gegenüber der Hochebene ist er wenig oder gar nicht prominent, die genannten Täler und vor allem das nördliche Vorland um Georgenstadt liegen dagegen 60–80 m tiefer. Seine drei Kuppen folgen aufeinander am oben recht flachen Kamm, auf dem ein verbindender Waldweg verläuft. Dem Autofahrer auf der A 7 begegnet der Hornberg als ein bewaldeter und untertunnelter Bergriegel zwischen der Autobahn-Anschlussstelle Dinkelsbühl/Fichtenau im Norden und der Autobahnraststätte Ellwanger Berge im Süden.
Beschreibung der Kuppen, jeweils mit Höhe über Normalhöhennull (NHN) und Geokoordinaten:

### Nordostkuppe
(579 m, 49° 1′ N, 10° 13′ O)
Nach Norden zieht sich Hangwald hinab, im Süden grenzt freie Flur an. Neben einer Sendeanlage liegen hier ein Bolzplatz und drei Tennisplätze. Knapp 450 m südsüdöstlich jenseits des Steges auf dem Ellenberger Hochplateau steht der „Wasserturm Ellenberg“ (150 m³ Fassungsvermögen, 29 m hoch), der eine Aussichtsplattform trägt.

### Mittlere Kuppe
(584,2 m, 49° 1′ N, 10° 12′ O)
Nach Norden zieht sich Hangwald hinab, im Südosten grenzt freie Flur an, von hier an westlich ist der Kamm voll bewaldet. Auf ihr steht eine Sendeanlage und ein Wasserbehälter. Die A 7 unterquert den Hornberg knapp 250 m weiter westlich von hier im Virngrundtunnel.

### Südwestkuppe
(570,1 m, 49° 1′ N, 10° 11′ O)
Sie ist bewaldet und liegt etwas abseits des ausgebauten Verbindungsweges. Am niedrigsten von den dreien, erhebt sie sich wegen ihrer Lage an der Kammspitze fast reihum über ihre Umgebung.

## Geologie
Von Norden kommend, ist der Hornberg einer der ersten Erhebungen im nordöstlichen Albvorland, die Juraschichten trägt, speziell ist es dessen untere Schicht (Lias α), über einem Hang, an dem der Knollenmergel ausstreicht. Weiter im Norden, in den östlichen Schwäbisch-Fränkischen Waldbergen, besteht die Landschaft dagegen noch vorwiegend aus dem Stubensandstein des Mittleren Keupers, in Richtung Süden bedecken sehr bald die Unterjuraschichten die gesamte Landschaft.

## Verkehr und Wandern
Zwischen mittlerer und südwestlicher Kuppe unterquert in Nord-Süd-Richtung die A 7 im Virngrundtunnel den Berg. Die Landesstraße 2220 zwischen Dinkelsbühl im Nordosten und Ellwangen im Südwesten verläuft über das Plateau um Ellenberg auf einer längeren Steige, die östlich um den steilen Hornberg-Kamm führt. Mehrere Wanderwege und Trampelpfade durchziehen die bewaldete Berglandschaft und ihre Umgebung.